# Tweede Kamerverkiezingen in het kiesdistrict Hoogeveen
Tweede Kamerverkiezingen in het kiesdistrict Hoogeveen geeft een overzicht van verkiezingen voor de Nederlandse Tweede Kamer in het kiesdistrict Hoogeveen in de periode 1848-1850.
Het kiesdistrict Hoogeveen werd ingesteld na de grondwetsherziening van 1848. Tot het kiesdistrict behoorden de volgende gemeenten: Coevorden, Dalen, De Wijk, Emmen, Havelte, Hoogeveen, Meppel, Nijeveen, Oosterhesselen, Ruinen, Ruinerwold, Sleen, Zuidwolde en Zweeloo.
Het kiesdistrict Hoogeveen koos één lid van de Tweede Kamer.
Legenda
- cursief: in de eerste verkiezingsronde geëindigd op de eerste of tweede plaats, en geplaatst voor de tweede ronde;
- vet: gekozen als lid van de Tweede Kamer.

## 30 november 1848
De verkiezingen werden gehouden na ontbinding van de Tweede Kamer, na inwerkingtreding van de herziene grondwet.
|                         | 30 november | 7 december |
| ----------------------- | ----------- | ---------- |
| Kiesgerechtigden        | 940         | 940        |
| Opkomst                 | 771         | 756        |
| Geldige stemmen         | 767         | 749        |
| Blanco stemmen          | 4           | 7          |
| Kandidaten              |             |            |
| M. Dassen               | 200         | 376        |
| L.N. van Randwijck      | 316         | 373        |
| P.W.A. Grevelink        | 70          |            |
| A. van der Vlies        | 37          |            |
| H.J.L. van der Wijck    | 28          |            |
| L. Kniphorst            | 14          |            |
| H.J. Kymmell            | 13          |            |
| G. Groen van Prinsterer | 12          |            |

## 26 december 1848
M. Dassen, gekozen bij de verkiezingen van 30 november en 7 december 1848, nam zijn benoeming niet aan. Om in de ontstane vacature te voorzien werd een naverkiezing gehouden. 
|                    | 26 december | 4 januari |
| ------------------ | ----------- | --------- |
| Kiesgerechtigden   | 940         | 940       |
| Opkomst            | 617         | 686       |
| Geldige stemmen    | 613         | 668       |
| Blanco stemmen     | 8           | 18        |
| Kandidaten         |             |           |
| L.N. van Randwijck | 226         | 409       |
| G. de Serière      | 244         | 259       |
| A. van der Vlies   | 61          |           |
| B. Verver          | 36          |           |
| P.W.A. Grevelink   | 14          |           |

## Opheffing
In 1850 werd het kiesdistrict Hoogeveen samengevoegd met het kiesdistrict Assen, dat werd omgezet in een meervoudig kiesdistrict.